# Мохамед Хамді (футболіст, 1995)
Мохамед Хамді (араб. محمد حمدي شرف, масрі محمد حمدى شرف, нар. 15 березня 1995, Каїр) — єгипетський футболіст, захисник клубу «Пірамідс».
Виступав, зокрема, за клуби «Аль-Аглі» та «Аль-Масрі», а також національну збірну Єгипту.

## Клубна кар'єра
Народився 15 березня 1995 року в місті Каїр. Вихованець футбольної школи клубу «Аль-Аглі». Дорослу футбольну кар'єру розпочав 2014 року в основній команді того ж клубу, в якій провів два сезони, взявши участь у 3 матчах чемпіонату. 
Протягом 2016 року захищав кольори клубу «Ель Мокаволун аль-Араб».
Своєю грою за останню команду привернув увагу представників тренерського штабу клубу «Аль-Масрі», до складу якого приєднався 2016 року. Відіграв за команду з Порт-Саїда наступні два сезони своєї ігрової кар'єри. Більшість часу, проведеного у складі «Аль-Масрі», був основним гравцем захисту команди.
До складу клубу «Пірамідс» приєднався 2018 року. Станом на 2 грудня 2023 року відіграв за каїрську команду 138 матчів в національному чемпіонаті.

## Виступи за збірні
У 2015 році залучався до складу молодіжної збірної Єгипту. На молодіжному рівні зіграв у 3 офіційних матчах.
У 2021 році дебютував в офіційних матчах у складі національної збірної Єгипту.
| Дата       | Місто       | Господарі    | Результат | Гості    | Турнір                                  | Голи | Примітки |
| ---------- | ----------- | ------------ | --------- | -------- | --------------------------------------- | ---- | -------- |
| 30-9-2021  | Александрія | Єгипет       | 2 – 0     | Ліберія  | товариський матч                        | -    | 52'      |
| 16-11-2021 | Александрія | Єгипет       | 2 – 1     | Габон    | Відбір до ЧС 2022                       | -    |          |
| 23-9-2022  | Александрія | Єгипет       | 3 – 0     | Нігер    | товариський матч                        | -    | 68'      |
| 27-9-2022  | Александрія | Єгипет       | 3 – 0     | Ліберія  | товариський матч                        | -    | 83'      |
| 18-11-2022 | Ель-Кувейт  | Єгипет       | 2 – 1     | Бельгія  | товариський матч                        | -    |          |
| 24-3-2023  | Каїр        | Єгипет       | 2 – 0     | Малаві   | Відбір до Кубка африканських націй 2023 | -    |          |
| 28-3-2023  | Лілонгве    | Малаві       | 0 – 4     | Єгипет   | Відбір до Кубка африканських націй 2023 | -    |          |
| 14-6-2023  | Марракеш    | Гвінея       | 1 – 2     | Єгипет   | Відбір до Кубка африканських націй 2023 | -    |          |
| 8-9-2023   | Каїр        | Єгипет       | 1 – 0     | Ефіопія  | Відбір до Кубка африканських націй 2023 | -    | 90+1'    |
| 12-9-2023  | Каїр        | Єгипет       | 1 – 3     | Туніс    | товариський матч                        | -    | 76'      |
| 12-10-2023 | Аль-Айн     | Єгипет       | 1 – 0     | Замбія   | товариський матч                        | -    | 65'      |
| 16-10-2023 | Аль-Айн     | Єгипет       | 1 – 1     | Алжир    | товариський матч                        | -    |          |
| 19-11-2023 | Монровія    | Сьєрра-Леоне | 0 – 2     | Єгипет   | Відбір до ЧС 2026                       | -    |          |
| 7-1-2024   | Каїр        | Єгипет       | 2 – 0     | Танзанія | товариський матч                        | -    | 46'      |
| Усього     |             | Матчів       | 14        |          | Голів                                   | 0    |          |